# Juan Pablo Carrizo
Juan Pablo Carrizo (Santa Fe, 6 maggio 1984) è un ex calciatore argentino, di ruolo portiere.

## Carriera

### Club

#### River Plate
Dal 2005 all'estate 2008 è stato portiere del River Plate, vincendo il campionato Clausura 2008.
Nel luglio 2007 la Lazio sottoscrive un contratto per il trasferimento di Carrizo in Italia. Pagato 7,5 milioni di euro con un contratto da 650.000 euro per cinque stagioni, diventa l'acquisto più oneroso della gestione di Claudio Lotito fino ad allora.
L'acquisto del portiere viene quindi congelato per problemi burocratici legati alla naturalizzazione del giocatore: per questo motivo Carrizo viene rimandato in prestito al River Plate in attesa della finestra invernale di calciomercato. Anche durante questo periodo, comunque, la società capitolina non riesce a tesserarlo; successivamente, anche grazie all'acquisizione della cittadinanza italiana da parte del connazionale Cristian Ledesma, il trasferimento va in porto nel 2008; la Lazio versa così i 7,5 milioni di euro nelle casse dei Millonarios.

#### Lazio

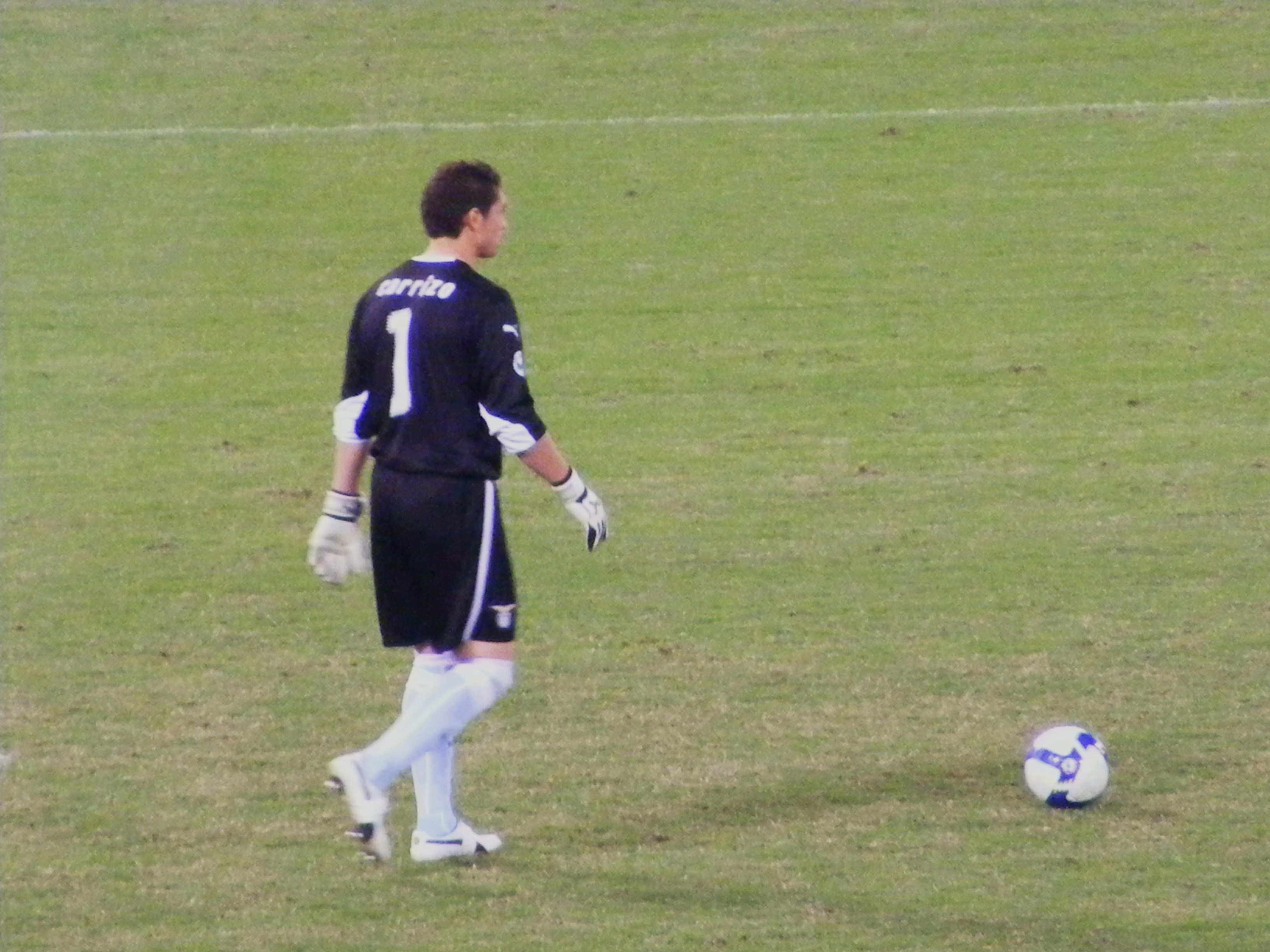
Carrizo con la maglia della Lazio

Carrizo esordisce con la maglia biancoceleste il 24 agosto 2008, nella partita di Coppa Italia contro il Benevento vinta 5-1. In Serie A esordisce il 31 agosto seguente in Cagliari-Lazio (1-4). La sconfitta in casa per 4-1 da parte del Cagliari riportata nella partita di ritorno lo rende bersaglio delle contestazioni dei tifosi e delle critiche dei giornalisti.
Dunque, a partire da gennaio, perde il posto di titolare a favore del secondo portiere Fernando Muslera, ritornando a giocare nelle ultime tre partite di campionato. Nel mese di marzo, dato il suo nuovo status di riserva, ha manifestato la volontà di abbandonare la Lazio. Il 13 maggio 2009 vince il suo primo trofeo italiano, la Coppa Italia, pur non disputando la finale.

#### I prestiti a Real Saragozza e River Plate
A fine stagione viene ceduto in prestito al Real Saragozza, come contropartita di Matuzalém. Arrivato nella società iberica sceglie il numero 13. Inizia la stagione giocando da titolare, perdendo in seguito il posto a vantaggio di Javier López Vallejo.
Il 15 giugno 2010 la Lazio lo cede in prestito con diritto di riscatto al River Plate, sua ex squadra.
Dopo i primi ottimi mesi con la squadra argentina si infortuna gravemente alla caviglia ed è costretto a rimanere fuori dai campi per tre mesi fino a metà Campionato di Clausura. Rientra ad aprile.
Il 15 maggio nel Superclasico contro il Boca Juniors è autore di un goffo autogol che comprometterà la partita, poi finita sul 2-0 per il Boca. Successivamente arriva un'altra papera, questa volta contro il San Lorenzo, non riuscendo a bloccare un tiro da 35 metri. Dopo la partita, l'allenatore dei portieri del River Plate Ubaldo Fillol si avvicina a Carrizo per consolarlo ma il portiere argentino lo spintona davanti alle telecamere. In seguito a questo episodio, nonostante le scuse di Carrizo, Fillol si dimette.

#### Il ritorno alla Lazio e il prestito al Catania
Il 1º luglio 2011 scade il prestito, che lo vedeva legato al River (appena retrocesso) senza che questi ultimi esercitassero la clausola di riscatto del portiere argentino, che fa quindi il suo ritorno alla Lazio, ricoprendo però il ruolo di terzo portiere poiché il secondo e il primo portiere sono ricoperti rispettivamente da Albano Bizzarri e Federico Marchetti. Il 10 dicembre 2011 in seguito all'infortunio di Marchetti scende in campo al 62' in Lecce-Lazio (2-3) non subendo alcun goal.
Il 31 gennaio 2012 viene ceduto in prestito con diritto di opzione al Catania. Esordisce da titolare nel migliore dei modi, nella partita contro il Siena, vinta dai rossazzurri in trasferta per 1-0, dimostrando il suo vero valore, sfoderando ben tre interventi salva-risultato. È protagonista assoluto nella rincorsa del Catania ad una posizione utile per accedere all'Europa League, sfoderando prestazioni eccellenti che consentono al Catania di battere il proprio record di imbattibilità in serie A.

#### Il terzo ritorno alla Lazio e l'approdo all'Inter
Terminata l'avventura catanese, l'estremo difensore argentino torna alla Lazio, dove è relegato nel ruolo di terzo portiere, ancora una volta dietro Marchetti ed il connazionale Bizzarri. Portava la maglia numero 84. Il 19 dicembre 2012 torna a vestire la maglia biancoceleste da titolare, negli ottavi di Coppa Italia contro il Siena, la partita finisce 1-1 nei primi 90 minuti di gioco e anche dopo i tempi supplementari; La Lazio si qualifica al turno successivo grazie ai rigori, dove sale in cattedra Carrizo che ferma dagli 11 metri i tiri di Simone Vergassola e Marcelo Larrondo.
Il 31 gennaio 2013 si trasferisce all'Inter per un indennizzo di 250.000 euro. Esordisce il 10 marzo contro il Bologna, subendo la rete di Gilardino. Vice del primo portiere Samir Handanovič, nella stagione 2014-15 è titolare in Europa League, competizione nella quale fa il proprio esordio contro lo Stjarnan. Nell'andata degli ottavi con il Wolfsburg è protagonista in negativo, con due errori che spianano la vittoria ai tedeschi. Anche nel 2016-2017 gioca le partite di Europa League. Il 28 maggio 2017 scende in campo da titolare nell'ultima partita di campionato disputata contro l'Udinese (vinta 5-2), in vista dell'addio all'Inter per scadenza di contratto.

#### Ritorno in Sud America
Il 7 giugno 2017 viene ingaggiato dai messicani del Monterrey. Nel dicembre 2018 si trasferisce ai paraguaiani del Cerro Porteño. Il 27 dicembre 2019, esattamente un anno dopo la sua firma, lascerà il club e il calcio giocato all'età di 35 anni.

### Nazionale
Esordisce con la maglia della Nazionale argentina il 18 aprile 2007 contro il Cile e rimane imbattuto nelle sue prime tre partite, incassando il primo gol al 91' della sua quarta sfida (contro il Perù). Viene inserito nella rosa dei giocatori che hanno disputato la Copa América 2007 arrivando alla finale poi persa 3-0 contro il Brasile, pur non disputando nessuna partita in Venezuela. Con l'avvento di Diego Armando Maradona sulla panchina albiceleste diventa elemento fisso dell'undici titolare giocando anche la partita d'insediamento del nuovo CT, una gara amichevole a Marsiglia e la prima partita dell'era maradoniana a Buenos Aires.
Dopo nove gare in cui aveva subito appena tre reti, il 1º aprile 2009 subisce 6 gol dalla Bolivia nella gara di qualificazioni al campionato del mondo 2010 (6-1), perdendo in seguito il posto in Nazionale a favore di Mariano Andújar.
Il 1º giugno 2011 viene inserito dal CT Batista nella lista dei 26 pre-convocati in vista della Coppa America di luglio, alla quale parteciperà poi come terzo portiere.

## Statistiche

### Presenze e reti nei club
Statistiche aggiornate al 12 aprile 2021.
| Stagione           | Squadra            | Campionato         | Campionato | Campionato | Coppa nazionale | Coppa nazionale | Coppa nazionale | Coppe europee | Coppe europee | Coppe europee | Altre coppe | Altre coppe | Altre coppe | Totale | Totale |
| Stagione           | Squadra            | Comp               | Pres       | Reti       | Comp            | Pres            | Reti            | Comp          | Pres          | Reti          | Comp        | Pres        | Reti        | Pres   | Reti   |
| ------------------ | ------------------ | ------------------ | ---------- | ---------- | --------------- | --------------- | --------------- | ------------- | ------------- | ------------- | ----------- | ----------- | ----------- | ------ | ------ |
| 2004-2005          | River Plate        | PD                 | 0          | 0          | -               | -               | -               | -             | -             | -             | -           | -           | -           | 0      | 0      |
| 2005-2006          | River Plate        | PD                 | 6          | -5         | -               | -               | -               | -             | -             | -             | -           | -           | -           | 6      | -5     |
| 2006-2007          | River Plate        | PD                 | 36         | -31        | -               | -               | -               | -             | -             | -             | -           | -           | -           | 36     | -31    |
| 2007-2008          | River Plate        | PD                 | 26         | -27        | -               | -               | -               | CL            | 8             | -12           | -           | -           | -           | 34     | -39    |
| 2008-2009          | Lazio              | A                  | 23         | -33        | CI              | 1               | -1              | -             | -             | -             | -           | -           | -           | 24     | -34    |
| 2009-2010          | Real Saragozza     | PD                 | 16         | -29        | CS              | 1               | 0               | -             | -             | -             | -           | -           | -           | 17     | -29    |
| 2010-2011          | River Plate        | PD                 | 34         | -31        | -               | -               | -               | -             | -             | -             | -           | -           | -           | 34     | -31    |
| Totale River Plate | Totale River Plate | Totale River Plate | 102        | -94        |                 |                 |                 |               | 8             | -12           |             | -           | -           | 110    | -106   |
| 2011-gen. 2012     | Lazio              | A                  | 2          | -2         | CI              | 0               | 0               | UEL           | 0             | 0             | -           | -           | -           | 2      | -2     |
| gen.-giu. 2012     | Catania            | A                  | 14         | -16        | CI              | 0               | 0               | -             | -             | -             | -           | -           | -           | 14     | -16    |
| 2012-gen. 2013     | Lazio              | A                  | 0          | 0          | CI              | 1               | -1              | UEL           | 0             | 0             | -           | -           | -           | 1      | -1     |
| Totale Lazio       | Totale Lazio       | Totale Lazio       | 25         | -35        |                 | 2               | -2              |               | 0             | 0             |             | -           | -           | 27     | -37    |
| gen.-giu. 2013     | Inter              | A                  | 1          | -1         | CI              | 0               | 0               | UEL           | 0             | 0             | -           | -           | -           | 1      | -1     |
| 2013-2014          | Inter              | A                  | 4          | -7         | CI              | 2               | -3              | -             | -             | -             | -           | -           | -           | 6      | -10    |
| 2014-2015          | Inter              | A                  | 1          | -1         | CI              | 2               | -1              | UEL           | 9             | -9            | -           | -           | -           | 12     | -11    |
| 2015-2016          | Inter              | A                  | 2          | -4         | CI              | 2               | 0               | -             | -             | -             | -           | -           | -           | 4      | -4     |
| 2016-2017          | Inter              | A                  | 1          | -2         | CI              | 1               | -2              | UEL           | 2             | -3            | -           | -           | -           | 4      | -7     |
| Totale Inter       | Totale Inter       | Totale Inter       | 9          | -15        |                 | 7               | -6              |               | 11            | -12           |             | -           | -           | 27     | -33    |
| 2017-2018          | Monterrey          | PD                 | 5          | -6         | CM              | 13              | -11             | -             | -             | -             | -           | -           | -           | 18     | -17    |
| lug.-dic. 2018     | Monterrey          | PD                 | 0          | -0         | CM              | 8               | -11             | -             | -             | -             | -           | -           | -           | 8      | -11    |
| Totale Monterrey   | Totale Monterrey   | Totale Monterrey   | 5          | -6         |                 | 21              | -22             |               | -             | -             |             | -           | -           | 26     | -28    |
| 2019               | Cerro Porteño      | DP                 | 34         | -36        | CL              | 7               | -7              | -             | -             | -             | -           | -           | -           | 41     | -43    |
| Totale carriera    | Totale carriera    | Totale carriera    | 205        | -231       |                 | 38              | -37             |               | 19            | -24           |             | -           | -           | 262    | -292   |

### Cronologia presenze e reti in nazionale
| Cronologia completa delle presenze e delle reti in nazionale ― Argentina | Cronologia completa delle presenze e delle reti in nazionale ― Argentina | Cronologia completa delle presenze e delle reti in nazionale ― Argentina | Cronologia completa delle presenze e delle reti in nazionale ― Argentina | Cronologia completa delle presenze e delle reti in nazionale ― Argentina | Cronologia completa delle presenze e delle reti in nazionale ― Argentina | Cronologia completa delle presenze e delle reti in nazionale ― Argentina | Cronologia completa delle presenze e delle reti in nazionale ― Argentina |
| Data                                                                     | Città                                                                    | In casa                                                                  | Risultato                                                                | Ospiti                                                                   | Competizione                                                             | Reti                                                                     | Note                                                                     |
| ------------------------------------------------------------------------ | ------------------------------------------------------------------------ | ------------------------------------------------------------------------ | ------------------------------------------------------------------------ | ------------------------------------------------------------------------ | ------------------------------------------------------------------------ | ------------------------------------------------------------------------ | ------------------------------------------------------------------------ |
| 18-4-2007                                                                | Mendoza                                                                  | Argentina                                                                | 0 – 0                                                                    | Cile                                                                     | Amichevole                                                               | -                                                                        |                                                                          |
| 20-8-2008                                                                | Minsk                                                                    | Bielorussia                                                              | 0 – 0                                                                    | Argentina                                                                | Amichevole                                                               | -                                                                        |                                                                          |
| 6-9-2008                                                                 | Buenos Aires                                                             | Argentina                                                                | 1 – 1                                                                    | Paraguay                                                                 | Qual. Mondiali 2010                                                      | -                                                                        | 15’                                                                      |
| 10-9-2008                                                                | Lima                                                                     | Perù                                                                     | 1 – 1                                                                    | Argentina                                                                | Qual. Mondiali 2010                                                      | -1                                                                       |                                                                          |
| 11-10-2008                                                               | Buenos Aires                                                             | Argentina                                                                | 2 – 1                                                                    | Uruguay                                                                  | Qual. Mondiali 2010                                                      | -1                                                                       |                                                                          |
| 15-10-2008                                                               | Santiago del Cile                                                        | Cile                                                                     | 1 – 0                                                                    | Argentina                                                                | Qual. Mondiali 2010                                                      | -1                                                                       |                                                                          |
| 19-11-2008                                                               | Glasgow                                                                  | Scozia                                                                   | 0 – 1                                                                    | Argentina                                                                | Amichevole                                                               | -                                                                        |                                                                          |
| 11-2-2009                                                                | Marsiglia                                                                | Francia                                                                  | 0 – 2                                                                    | Argentina                                                                | Amichevole                                                               | -                                                                        |                                                                          |
| 28-3-2009                                                                | Buenos Aires                                                             | Argentina                                                                | 4 – 0                                                                    | Venezuela                                                                | Qual. Mondiali 2010                                                      | -                                                                        |                                                                          |
| 1-4-2009                                                                 | La Paz                                                                   | Bolivia                                                                  | 6 – 1                                                                    | Argentina                                                                | Qual. Mondiali 2010                                                      | -6                                                                       |                                                                          |
| 20-4-2011                                                                | Mar del Plata                                                            | Argentina                                                                | 2 – 2                                                                    | Ecuador                                                                  | Amichevole                                                               | -2                                                                       |                                                                          |
| 25-5-2011                                                                | Resistencia                                                              | Argentina                                                                | 4 – 2                                                                    | Paraguay                                                                 | Amichevole                                                               | -2                                                                       |                                                                          |
| Totale                                                                   |                                                                          | Presenze                                                                 | 12                                                                       |                                                                          | Reti                                                                     | -13                                                                      |                                                                          |

## Palmarès

### Club
- Campionato argentino: 1

River Plate: Clausura 2008
- Coppa Italia: 1

Lazio: 2008-2009
- Coppa del Messico: 1

Monterrey: Apertura 2017